# Weißenkirchen in der Wachau
Weißenkirchen in der Wachau är en ort och kommun  i Österrike. Den ligger i distriktet Krems i förbundslandet Niederösterreich, 70 km väster om huvudstaden Wien.
Kommunen består av fyra orter (Ortschaften) (inom parentes invånarantal 1 januari 2024):
- Joching (153)
- Weißenkirchen in der Wachau (920)
- Wösendorf in der Wachau (284)
- St. Michael (22)

Weißenkirchen är beläget vid Donau och i landskapet Wachau som är en del av den fjärdedel av Niederösterreich som kallas Waldviertel. Orten omges av vinodlingar. Kyrkan från 1400-talet har varit byggd som en försvarsanläggning. I byggnaden Teisenhoferhof, i renässansstil och med fritrappa, är Wachaumuseum inrymt. Över Donau, som här är 320 meter bred, går en motorlös färja som drivs av vattenströmmen i floden.

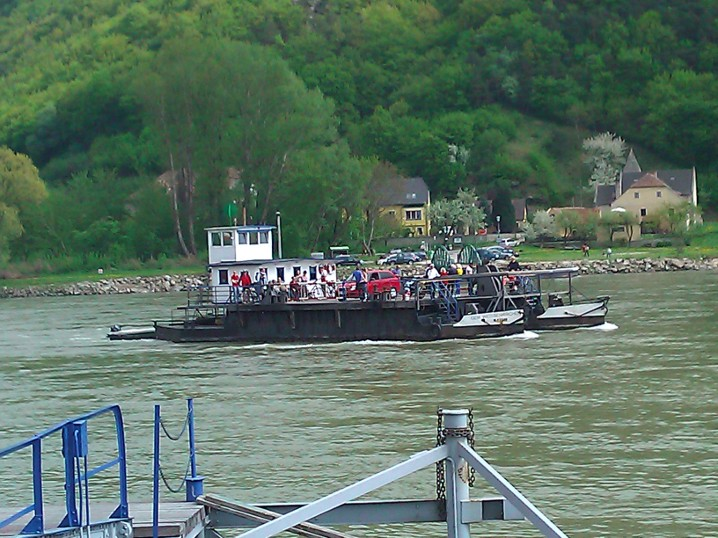
Donaufärjan (går ej vintertid).
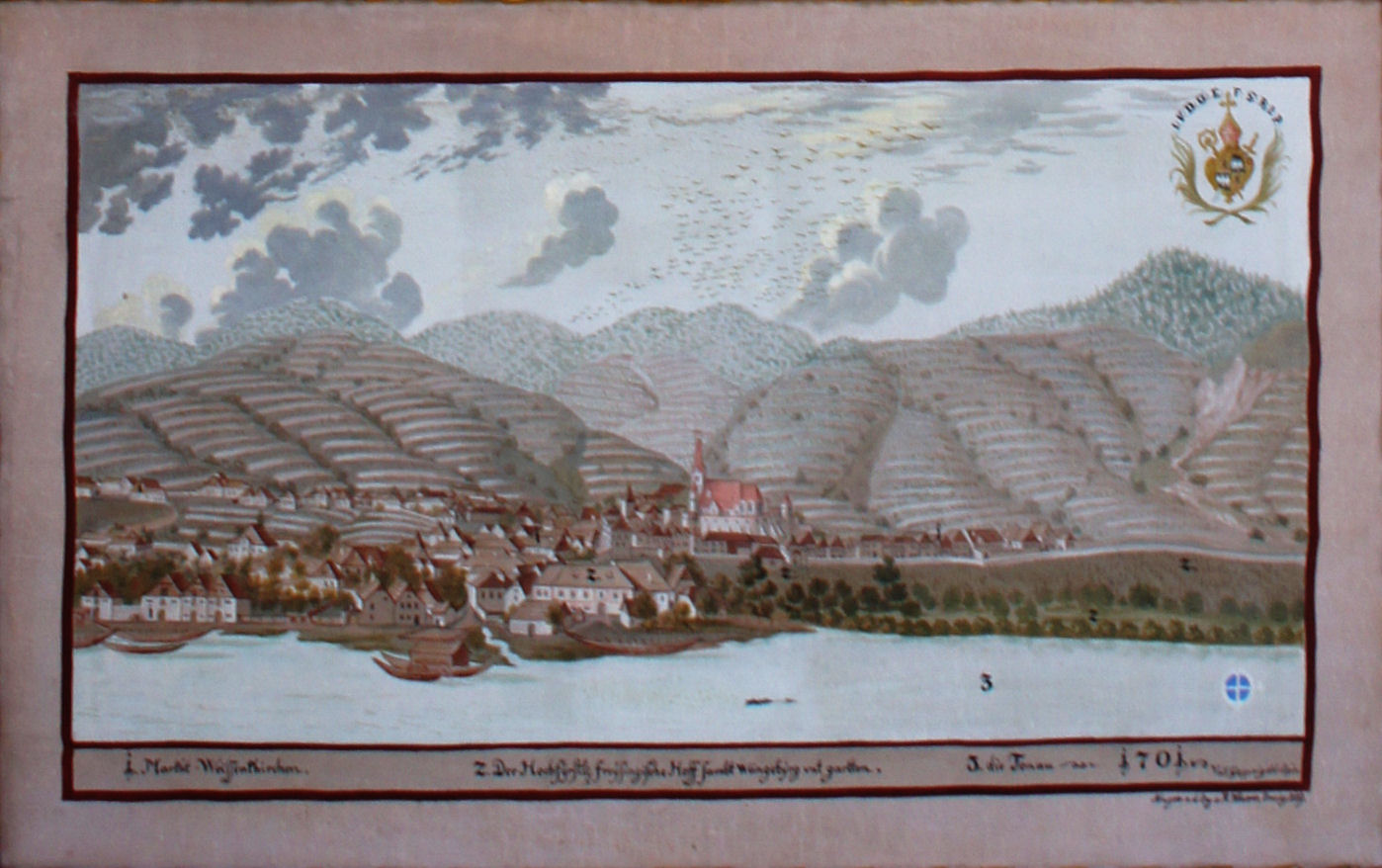
Weißenkirchen i en målning från 1707.
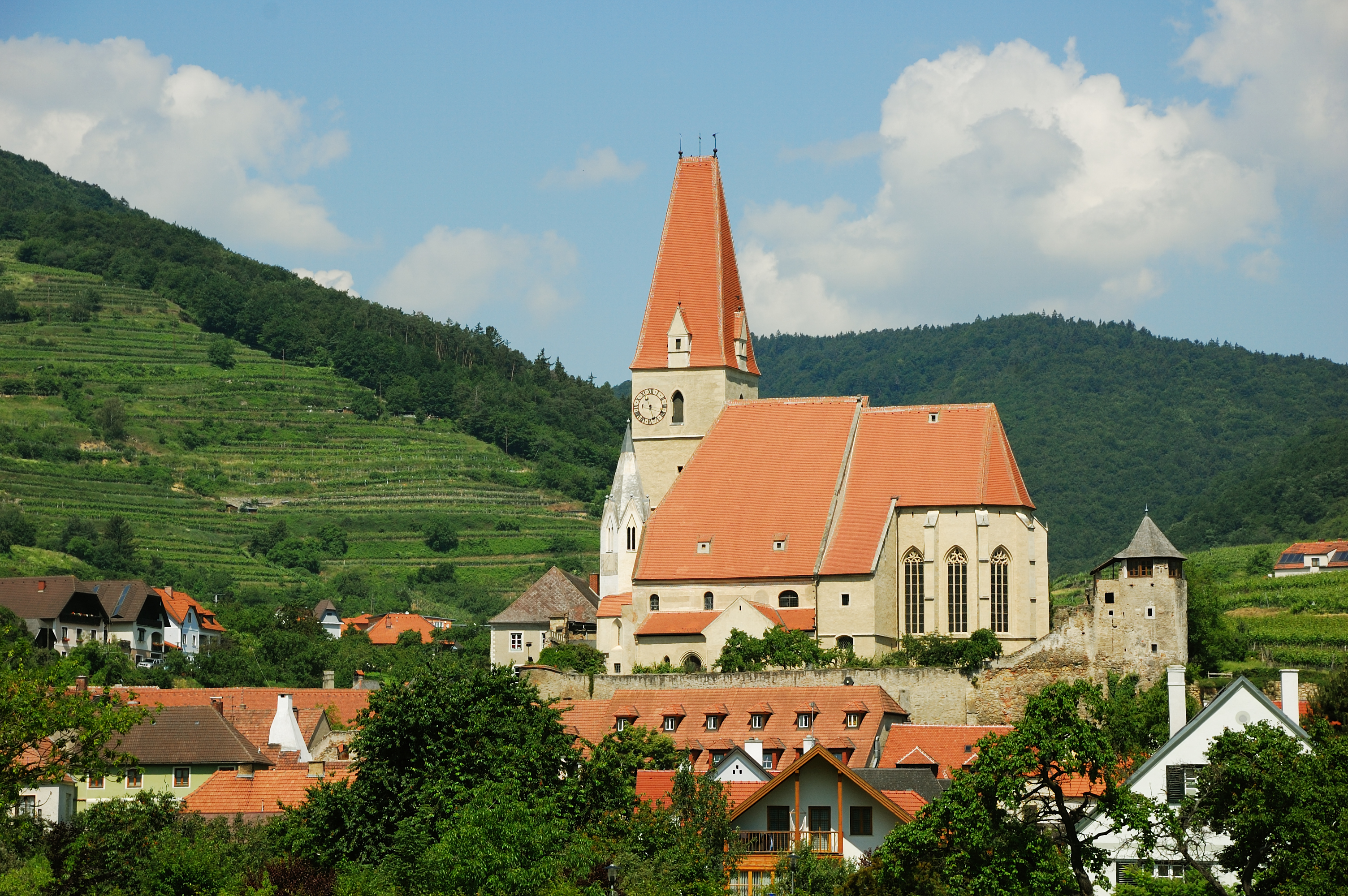
Kyrkan.